# Liste markanter und alter Baumexemplare in Deutschland

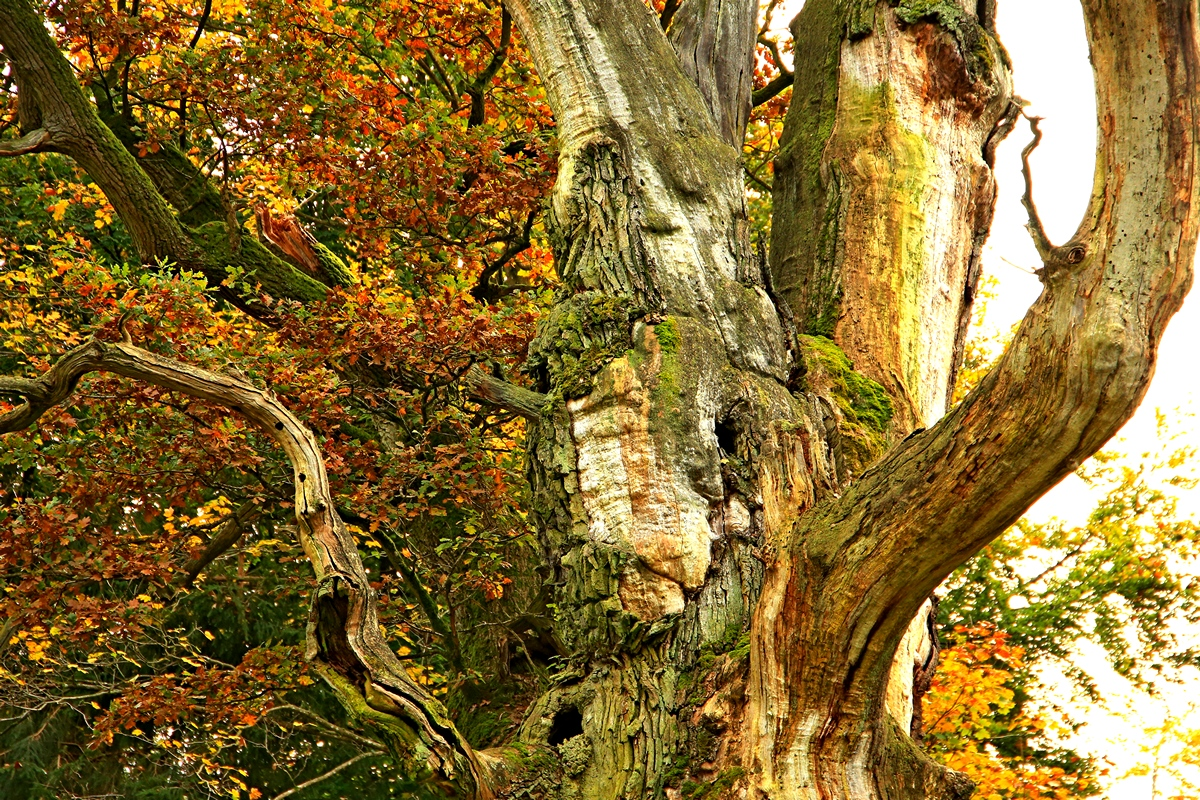
Pferdekopfeiche in Ivenack

Markante und alte Bäume Deutschlands haben ein Alter zwischen 300 und 600 Jahren. Viele Dörfer haben sogenannte tausendjährige Eichen oder Linden, die bei näherer Untersuchung diesen Anspruch meist nicht erfüllen. Die Altersdaten beruhen meist auf Schätzung oder Überlieferung, nur wenige einzelne Bäume sind anhand von Quellen oder Kernbohrung verlässlich altersbestimmt (siehe auch Altersbestimmung von Bäumen). Darüber hinaus existieren einige Bäume, die schon deshalb besonders interessant sind, weil sie das älteste bekannt gewordene Exemplar einer Art oder das größte jemals bekannt gewordene Exemplar darstellen.

## Markante und alte Baumexemplare in Deutschland

### Baden-Württemberg
siehe Liste markanter und alter Baumexemplare in Baden-Württemberg

### Bayern
siehe Liste markanter und alter Baumexemplare in Bayern

### Berlin
siehe Liste markanter und alter Baumexemplare in Berlin

### Brandenburg
siehe Liste markanter und alter Baumexemplare in Brandenburg

### Bremen
siehe Liste markanter und alter Baumexemplare in Bremen

### Hamburg
siehe Liste markanter und alter Baumexemplare in Hamburg

### Hessen
siehe Liste markanter und alter Baumexemplare in Hessen

### Mecklenburg-Vorpommern
siehe Liste markanter und alter Baumexemplare in Mecklenburg-Vorpommern

### Niedersachsen
siehe Liste markanter und alter Baumexemplare in Niedersachsen

### Nordrhein-Westfalen
siehe Liste markanter und alter Baumexemplare in Nordrhein-Westfalen

### Rheinland-Pfalz
siehe Liste markanter und alter Baumexemplare in Rheinland-Pfalz

### Saarland
Siehe auch Kategorie Einzelbaum im Saarland.
| Bild                        | Name              | Gattung/Art | Stamm- umfang | Höhe (m) | ungefähres Alter (Jahre) | Ort                                   | Landkreis             | Besonderheiten |
| --------------------------- | ----------------- | ----------- | ------------- | -------- | ------------------------ | ------------------------------------- | --------------------- | -------------- |
| Stennweiler Linde (um 1900) | Stennweiler Linde | Linde       | 9 m           |          | 400–700                  | Stennweiler bei Neunkirchen/Saar Lage | Landkreis Neunkirchen |                |

### Sachsen
siehe Liste markanter und alter Baumexemplare in Sachsen

### Sachsen-Anhalt
siehe Liste markanter und alter Baumexemplare in Sachsen-Anhalt

### Schleswig-Holstein
siehe Liste markanter und alter Baumexemplare in Schleswig-Holstein

### Thüringen
siehe Liste markanter und alter Baumexemplare in Thüringen

## Filme
- Deutschlands älteste Bäume, 2016, rbb